# Fila Europa Cup 1983
Fila Europa Cup 1983 — жіночий тенісний турнір, що проходив на відкритих кортах з ґрунтовим покриттям у Гамбургу Західна німеччина. Належав до Світової чемпіонської серії Вірджинії Слімс 1983. Тривав з 4 липня до 10 липня 1983 року.

## Фінальна частина

### Одиночний розряд
Андреа Темашварі —  Ева Пфафф 6–4, 6–2
- Для Темешварі це був 2-й титул за сезон і за кар'єру.

### Парний розряд
Беттіна Бюнге /  Клаудія Коде-Кільш —  Ivana Madruga-Osses /  Катрін Танв'є 7–5 6–4
- Для Бюнге це був 2-й титул за сезон і 5-й — за кар'єру. Для Коде-Кільш це був 2-й титул за сезон і 6-й — за кар'єру.